# Rhyssemus peyrierasi
Rhyssemus peyrierasi är en skalbaggsart som beskrevs av Riccardo Pittino 1990. Rhyssemus peyrierasi ingår i släktet Rhyssemus och familjen Aphodiidae. Inga underarter finns listade i Catalogue of Life.